# Demonax decens
Demonax decens là một loài bọ cánh cứng trong họ Cerambycidae.